# Damalis anamaliensis
Damalis anamaliensis är en tvåvingeart som beskrevs av Scarbrough 2007. Damalis anamaliensis ingår i släktet Damalis och familjen rovflugor. Inga underarter finns listade i Catalogue of Life.